# Amesův test
Amesův test slouží ke stanovení karcinogenního a mutagenního potenciálu chemických sloučenin. Tento experiment byl poprvé popsán začátkem sedmdesátých let Brucem Amesem a jeho výzkumným týmem na University of California v Berkeley.

## Metodika
V Amesově testu je použito několik kmenů bakterie Salmonella typhimurium, nesoucí mutace v genech, účastnících se syntézy aminokyseliny histidinu. Tyto mutované kmeny tedy vyžadují externí zdroj histidinu. Sleduje se schopnost testované látky způsobit reverzní mutaci a obnovit růst bakterie v mediu bez přídavku histidinu. Bakteriální kmeny jsou speciálně vytvořeny tak, aby obsahovaly jak bodové mutace, tak mutace posunující čtecí rámec. To umožňuje detekci mutagenů, působících různými mechanismy. Některé specifické sloučeniny způsobují reverzní mutaci pouze u jednoho či dvou kmenů. Testované bakteriální kmeny jsou navíc mutovány v genech, zodpovědných za syntézu lipopolysacharidů, což usnadňuje prostup mutagenu buněčnou stěnou a také mutace v reparačním systému buňky, čímž se zvyšuje senzitivita testu. Pro stimulaci metabolismu se přidává extrakt z krysích jater, jelikož některé sloučeniny samy o sobě nejsou mutagenní, ale jejich metabolity již ano. Bakterie jsou kultivovány na agaru s malou dávkou histidinu, která umožňuje nastartovat růst. Po vyčerpání této iniciační dávky, přežívají pouze reverzně mutované bakterie, které jsou schopny autonomní syntézy histidinu. Mutagenní potenciál sloučeniny se stanoví na základě počtu pozorovaných kolonií po 48 hodinách.